# Championnat de Belgique de football 1952-1953
Navigation
Saison précédente Saison suivante
Le championnat de Belgique de football 1952-1953 est la 50e saison du championnat de première division belge. La compétition reprend le nom de « Division 1 », qu'elle avait déjà porté durant deux saisons au début du XXe siècle.
La lutte pour le titre donne lieu à un long duel entre les deux derniers champions en date, le R. FC Liégeois et le Sporting Anderlecht. En fin de saison, les champions en titre liégeois conservent leur couronne et deviennent donc les premiers champions de Division 1 après le changement de dénomination. C'est également le dernier titre en date pour le « matricule 4 ».
Les deux promus, le RC Gand et Beringen, sont plus faibles que les autres équipes et font l'aller/retour vers la Division 2. Pour les Racingmen gantois, cette 21e apparition dans la plus haute division est toujours la dernière actuellement.

## Clubs participants
Seize clubs prennent part à ce championnat, soit le même nombre que lors de l'édition précédente. Ceux dont le matricule est mis en gras existent toujours aujourd'hui.
| #  | Nom                                            | Mat. | Ville                 | Stades                       | Entraîneur                    | En D1 depuis (série) | Total en D1 | Saison précédente |
| -- | ---------------------------------------------- | ---- | --------------------- | ---------------------------- | ----------------------------- | -------------------- | ----------- | ----------------- |
| 1  | Royal Sporting Club Anderlechtois              | 35   | Anderlecht            | Stade Émile Versé            | Bill Gormlie                  | 1935-1936 (15e)      | 22e         | 6e                |
| 2  | Royal Antwerp Football Club                    | 1    | Anvers                | Bosuilstadion                | Jean De Clercq Richard Gedopt | 1901-1902 (44e)      | 49e         | 3e                |
| 3  | Royal Beerschot Athletic Club                  | 13   | Anvers                | Kiel                         | François Gommers              | 1907-1908 (38e)      | 44e         | 12e               |
| 4  | Royal Berchem Sport                            | 28   | Berchem               | Het Rooi                     | Denis Neville                 | 1943-1944 (9e)       | 22e         | 10e               |
| 5  | Koninklijke Beringen Football Club             | 552  | Beringen              | Mijnstadion                  | ?                             | 1952-1953 (1re)      | 2e          | Division 1B : 1er |
| 6  | Royal Daring Club de Bruxelles                 | 2    | Molenbeek             | Stade Edmond Machtens        | ?                             | 1950-1951 (3e)       | 34e         | 11e               |
| 7  | Royal Olympic Club Charleroi                   | 246  | Montignies-sur-Sambre | Stade de la Neuville         | Albert Louis                  | 1937-1938 (13e)      | 13e         | 8e                |
| 8  | Royal Charleroi Sporting Club                  | 22   | Charleroi             | Stade du Mambourg            | ?                             | 1947-1948 (6e)       | 6e          | 14e               |
| 9  | Association Royale Athlétique La Gantoise      | 7    | Gentbrugge            | Stade Jules Otten            | Jules Vandooren               | 1936-1937 (14e)      | 25e         | 7e                |
| 10 | Royal Racing Club de Gand                      | 11   | Gand                  | Emmanuel Hielstadion         | ?                             | 1952-1953 (1re)      | 21e         | Division 1A : 1er |
| 11 | Royal Football Club Liégeois                   | 4    | Rocourt               | Stade Vélodrome Oscar Flesch | Jean Loos                     | 1945-1946 (8e)       | 24e         | 1er               |
| 12 | Royal Standard Club Liège                      | 16   | Sclessin              | Stade de Sclessin            | Maurice Grisard               | 1921-1922 (29e)      | 34e         | 13e               |
| 13 | Koninklijke Football Club Malinois             | 25   | Malines               | Achter de Kazerne            | ?                             | 1928-1929 (22e)      | 25e         | 5e                |
| 14 | Racing Club Mechelen Koninklijke Maastschappij | 24   | Malines               | Oscar Van Kesbeeckstadion    | Jan Dogaer                    | 1948-1949 (5e)       | 24e         | 2e                |
| 15 | Union Saint-Gilloise Société Royale            | 10   | Forest                | Stade Joseph Marien          | André Vandeweyer              | 1951-1952 (2e)       | 42e         | 4e                |
| 16 | Royal Tilleur Football Club                    | 21   | Tilleur               | Stade du Pont d'Ougrée       | ?                             | 1948-1949 (5e)       | 12e         | 9e                |

### Localisation des clubs
| Anvers FC Malinois RC Mechelen La Gantoise RC Gand Bruxelles Olympic CC Charleroi SC La Gantoise Liège Beringen |

#### Localisation des clubs anversois
Les 3 cercles anversois sont :
(1) R. Antwerp FC
(2) R. Beerschot AC
 (3) R. Berchem Sport

#### Localisation des clubs bruxellois
Les 3 cercles bruxellois sont :
(5) R. Daring CB
(6) R. SC Anderlecht
(7) Union Saint-Gilloise SR

#### Localisation des clubs liégeois
Les 3 cercles liégeois sont :
(1) R. FC Liégeois
(6) R. Tilleur FC
(8) R. Standard CL

## Résultats

### Résultats des rencontres
Avec seize clubs engagés, 240 matches sont au programme de la saison.
| Résultats (▼dom., ►ext.)                                   | AND | ANT | BEE | BSP | BER | CHA | DAR | GAN | RCG | FCL | FCM | OLY | RCM | STA | USG | TIL |
| R. SC Anderlechtois                                        |     | 3-2 | 2-1 | 6-2 | 6-0 | 1-1 | 2-0 | 6-1 | 1-0 | 4-0 | 3-2 | 1-1 | 0-2 | 6-1 | 0-2 | 4-1 |
| R. Antwerp FC                                              | 1-0 |     | 3-2 | 0-1 | 1-1 | 5-2 | 2-1 | 1-3 | 1-0 | 2-1 | 0-2 | 0-3 | 1-0 | 0-0 | 2-2 | 2-2 |
| R. Beerschot AC                                            | 2-3 | 4-2 |     | 1-1 | 5-1 | 6-1 | 3-2 | 5-2 | 2-1 | 2-0 | 2-3 | 0-2 | 1-2 | 5-3 | 3-0 | 2-1 |
| R. Berchem Sport                                           | 3-5 | 4-3 | 1-4 |     | 1-1 | 3-1 | 0-4 | 1-1 | 4-0 | 2-2 | 1-0 | 4-0 | 0-1 | 2-2 | 0-2 | 0-1 |
| K. Beringen FC                                             | 0-1 | 1-2 | 0-4 | 2-2 |     | 3-1 | 1-2 | 2-4 | 3-2 | 1-2 | 2-2 | 0-0 | 0-1 | 2-3 | 2-2 | 1-1 |
| R. Charleroi SC                                            | 1-4 | 3-0 | 2-2 | 4-3 | 2-1 |     | 1-0 | 3-1 | 3-0 | 2-3 | 1-3 | 0-2 | 5-1 | 2-0 | 1-0 | 0-0 |
| R. Daring CB                                               | 2-4 | 1-1 | 1-1 | 0-2 | 2-0 | 2-2 |     | 1-3 | 0-0 | 1-2 | 1-2 | 5-0 | 0-2 | 1-1 | 1-0 | 0-0 |
| ARA La Gantoise                                            | 1-3 | 2-0 | 2-1 | 1-2 | 1-5 | 7-0 | 0-3 |     | 1-0 | 0-0 | 3-1 | 1-1 | 3-0 | 3-1 | 2-3 | 1-0 |
| R. RC de Gand                                              | 1-0 | 1-4 | 2-4 | 1-0 | 2-3 | 3-1 | 1-4 | 3-0 |     | 2-3 | 3-2 | 2-1 | 3-1 | 1-2 | 1-0 | 0-1 |
| R. FC Liégeois                                             | 3-1 | 4-0 | 3-2 | 1-0 | 5-1 | 6-1 | 4-0 | 4-2 | 2-0 |     | 4-0 | 5-1 | 2-0 | 1-1 | 0-3 | 3-2 |
| K. FC Malinois                                             | 3-2 | 2-1 | 1-5 | 1-6 | 1-2 | 3-2 | 1-1 | 1-1 | 2-0 | 1-0 |     | 2-2 | 5-3 | 1-0 | 4-1 | 5-1 |
| R. Olympic CC                                              | 1-2 | 3-1 | 2-1 | 2-0 | 2-2 | 0-1 | 2-0 | 2-0 | 1-2 | 1-2 | 2-2 |     | 1-1 | 2-0 | 4-1 | 0-0 |
| RC Mechelen KM                                             | 3-1 | 1-2 | 2-2 | 3-1 | 2-0 | 3-2 | 1-1 | 3-1 | 2-0 | 0-0 | 2-2 | 6-0 |     | 5-4 | 1-1 | 0-1 |
| R. Standard CL                                             | 5-1 | 2-2 | 0-4 | 3-0 | 4-1 | 5-0 | 3-1 | 1-1 | 2-0 | 2-1 | 1-1 | 1-2 | 3-1 |     | 2-1 | 3-3 |
| Union St-Gilloise SR                                       | 0-4 | 4-3 | 2-1 | 0-2 | 1-1 | 6-1 | 2-2 | 0-4 | 0-2 | 1-1 | 3-1 | 1-0 | 4-1 | 1-2 |     | 2-0 |
| R. Tilleur FC                                              | 1-1 | 2-2 | 1-3 | 1-3 | 2-0 | 4-2 | 0-1 | 2-0 | 2-1 | 1-1 | 2-1 | 2-0 | 1-2 | 2-2 | 0-2 |     |
| - Victoire à domicile - Match nul - Victoire à l'extérieur |     |     |     |     |     |     |     |     |     |     |     |     |     |     |     |     |

### Classement final
| Rang | Équipe               | Pts | J  | G  | N  | P  | Bp | Bc | Diff |
| ---- | -------------------- | --- | -- | -- | -- | -- | -- | -- | ---- |
| 1    | R. FC LIÉGEOIST      | 42  | 30 | 18 | 6  | 6  | 65 | 36 | +29  |
| 2    | R. SC Anderlechtois  | 41  | 30 | 19 | 3  | 8  | 77 | 43 | +34  |
| 3    | R. Beerschot AC      | 36  | 30 | 16 | 4  | 10 | 80 | 48 | +32  |
| 4    | RC Mechelen KM       | 34  | 30 | 14 | 6  | 10 | 52 | 47 | +5   |
| 5    | R. Standard CL       | 33  | 30 | 12 | 9  | 9  | 59 | 53 | +6   |
| 6    | K. FC Malinois       | 33  | 30 | 13 | 7  | 10 | 57 | 57 | 0    |
| 7    | R. Olympic CC        | 30  | 30 | 11 | 8  | 11 | 40 | 45 | -5   |
| 8    | Union St-Gilloise SR | 30  | 30 | 12 | 6  | 12 | 47 | 48 | -1   |
| 9    | ARA La Gantoise      | 29  | 30 | 12 | 5  | 13 | 52 | 55 | -3   |
| 10   | R. Tilleur FC        | 28  | 30 | 9  | 10 | 11 | 37 | 44 | -7   |
| 11   | R. Berchem Sport     | 28  | 30 | 11 | 6  | 13 | 51 | 53 | -2   |
| 12   | R. Antwerp FC        | 27  | 30 | 10 | 7  | 13 | 46 | 57 | -11  |
| 13   | R. Daring CB         | 25  | 30 | 8  | 9  | 13 | 40 | 43 | -3   |
| 14   | R. Charleroi SC      | 24  | 30 | 10 | 4  | 16 | 48 | 77 | -29  |
| 15   | R. RC de Gand        | 21  | 30 | 10 | 1  | 19 | 34 | 52 | -18  |
| 16   | K. Beringen FC       | 19  | 30 | 5  | 9  | 16 | 39 | 66 | -27  |

Légende
- Champion de Belgique 1953
- Club relégué pour la saison suivante

Abréviations
T : Tenant du titre 1952

 : club promu de Division 2 niveau depuis la saison précédente

### Meilleur buteur
Rik Coppens (R. Beerschot AC), avec 35 buts. Il est le 34e joueur belge différent à être sacré meilleur buteur de la plus haute division belge.

#### Classement des buteurs
Le tableau ci-dessous reprend les 23 meilleurs buteurs du championnat, soit les joueurs ayant inscrit dix buts ou plus durant la saison.
| #   | Pays | Joueur                  | Club                    | Buts | Matches joués |
| --- | ---- | ----------------------- | ----------------------- | ---- | ------------- |
| 1.  |      | Rik Coppens             | R. Beerschot AC         | 33   | 29            |
| 2.  |      | Paul Deschamps          | R. FC Liégeois          | 28   | 30            |
| 3.  |      | Jef Mermans             | R. SC Anderlechtois     | 25   | 27            |
| 4.  |      | Maurice Willems         | ARA La Gantoise         | 22   | 26            |
| 5.  |      | Alfonso Mion            | R. Charleroi SC         | 20   | 27            |
| =.  |      | Guy Thys                | R. Standard CL          | 20   | 29            |
| 7.  |      | François Geeraerts      | R. Beerschot AC         | 17   | 20            |
| 8.  |      | Albert De Cleyn         | K. FC Malinois          | 15   | 30            |
| 9.  |      | Constant De Hert        | R. Berchem Sport        | 13   | 23            |
| 10. |      | Frans Laureys           | Union Saint-Gilloise SR | 12   | 22            |
| =.  |      | Pierre Lombard          | R. Olympic CC           | 12   | 23            |
| =.  |      | Jozef Mannaerts         | RC Mechelen KM          | 12   | 25            |
| =.  |      | Hippolyte Van den Bosch | R. SC Anderlechtois     | 12   | 25            |
| =.  |      | René Thirifays          | R. Charleroi SC         | 12   | 28            |
| =.  |      | François Loos           | R. Berchem Sport        | 12   | 30            |
| 16. |      | José Moës               | R. FC Liégeois          | 11   | 25            |
| 17. |      | Arthur Depierreux       | R. Tilleur FC           | 10   | 20            |
| =.  |      | Étienne Longfils        | R.Daring CB             | 10   | 24            |
| =.  |      | Jozef Mersie            | R. Berchem Sport        | 10   | 28            |
| =.  |      | Gustaaf Leukemans       | R. RC de Gand           | 10   | 29            |
| =.  |      | Constant De Backker     | R. Antwerp FC           | 10   | 30            |
| =.  |      | Léon Wouters            | R. Antwerp FC           | 10   | 30            |
| =.  |      | Victor Lemberechts      | K. FC Malinois          | 10   | 30            |

## Récapitulatif de la saison
- Champion : R. FC Liégeois (5e titre)
- Quatrième équipe à remporter cinq titres de champion de Belgique
- Cinquième titre pour la province de Liège.

| Région flamande (8)             | Région flamande (8) | Province de Brabant (3)      | Province de Brabant (3) | Région wallonne (5)    | Région wallonne (5) |
| ------------------------------- | ------------------- | ---------------------------- | ----------------------- | ---------------------- | ------------------- |
| Province d'Anvers               | 5                   | Région de Bruxelles-Capitale | 3                       | Province de Hainaut    | 2                   |
| Province de Flandre-Occidentale | 0                   | Province du Brabant flamand  | 0                       | Province de Liège      | 3                   |
| Province de Flandre-Orientale   | 2                   | Province du Brabant wallon   | 0                       | Province de Luxembourg | 0                   |
| Province de Limbourg            | 1                   |                              |                         | Province de Namur      | 0                   |

1. ↑  Au niveau footballistique, la province de Brabant est toujours unitaire malgré sa partition territoriale en 1995.

### Admission et relégation
Les deux promus, le RC Gand et Beringen sont relégués en Division 2. Ils sont remplacés par les deux principaux clubs de la ville de Lierre, le Lyra et le Lierse, de retour au plus haut niveau respectivement trois et cinq ans après l'avoir quitté.

### Bilan de la saison
| Championnat de Belgique de football 1952-1953 |                           |
| Champion                                      | R. FC Liégeois (5e titre) |
| Dauphin                                       | R. SC Anderlecht          |
| Promotions et relégations                     |                           |
| Promus en Division 1                          | K. Lyra                   |
| Promus en Division 1                          | K. Lierse SK              |
| Relégués en Division 2                        | R. RC de Gand             |
| Relégués en Division 2                        | K. Beringen FC            |